# Skänninge
Skänninge è una città della Svezia, frazione del comune di Mjölby, nella contea di Östergötland. Ha una popolazione di 3 242 abitanti.
Fu una città particolarmente importante nel medioevo. Qui si tenne nel 1248 uno dei più importanti concili della chiesa svedese, il Sinodo di Skänninge con il compito di riorganizzare la Chiesa Cattolica in Svezia.
Nei pressi della città si trovano le rovine del primo monastero dominicano svedese, fondato nel XIII secolo da santa Ingrid.